# نجنة العليا (نمة شير)
نجنة العلیا (بالفارسية: نجنه علیا) هي قرية تقع في إيران في قسم نمة شیر الريفي. يقدر عدد سكانها بـ 688 نسمة بحسب إحصاء 2016.